# Hylaeus satelles
Hylaeus satelles är en biart som först beskrevs av Blackburn 1886.  Hylaeus satelles ingår i släktet citronbin, och familjen korttungebin. Inga underarter finns listade i Catalogue of Life.